# Шабанель, Ноэль
 Ноэ́ль Шабане́ль  (фр. Noël Chabanel, 2 февраля 1613, Франция — 8 декабря 1649, Канада) — святой Римско-Католической Церкви, священник из ордена иезуитов, миссионер, мученик.

## Биография
В 1630 году вступил в новициат монашеского ордена иезуитов в Тулузе. После получения образования и рукоположения в сан священника преподавал риторику. В 1643 году был послан на миссию в Канаду, где был убит индейцами из племени ирокезов, став последним погибшим миссионером из группы канадских мучеников, отдавших свою жизнь за проповедование католицизма среди коренных жителей Северной Америки.
Написал книгу «Источники французского красноречия»

## Прославление
21 ноября 1922 года Ноэль Шабанель был причислен к лику блаженных папой Пием XI, им же 29 июня 1930 года был причислен к лику святых.